# Alonso Caparrós
Alonso Caparrós Araujo (Madrid, España, 24 de noviembre de 1970) es un presentador de televisión, colaborador y actor.

## Biografía
Hijo del periodista almeriense Andrés Caparrós, y hermano del también presentador de televisión Andrés Caparrós, su primera oportunidad de ponerse ante las cámaras le llegó con tan solo 20 años cuando la malagueña María Teresa Campos le ofrece colaborar en su magazine matinal Pasa la vida (1991-1996), de Televisión Española.
Con ese bagaje a sus espaldas le surge la oportunidad de debutar en el cine, interpretando el papel del apuesto Lucas, del que se enamoran locamente tres homosexuales interpretados por Jordi Mollà, Pepón Nieto y Roberto Correcher en la película Perdona bonita, pero Lucas me quería a mí (1997), de Félix Sabroso. Un año después participó en su, hasta ahora, última película: La mirada del otro (1998), de Vicente Aranda, adaptación de la novela homónima de Fernando G. Delgado. Alonso culmina el año con el cortometraje: Rondadores Nocturnos 3 (1998), de Aure Roces.
En 1997 fue fichado por Antena 3 donde presenta el concurso Furor (1998-2001), y luego sustituye a Bertín Osborne en Menudas estrellas (2002). Posteriores trabajos fueron presentación desde el plató de la primera temporada del reality show La isla de los famosos (2003) o el espacio Factor Miedo (2004).
Más adelante participaría como concursante en La Granja (2004) y ¡Mira quién baila! (2005). Tras pasar por Telemadrid en una nueva edición de Furor e intervenir en la serie La dársena de poniente (2006), desde enero de 2007 trabaja en la cadena local de Madrid Onda 6, donde presenta el programa de crónica rosa ¡Oh la la!, en sustitución de Víctor Sandoval.
Durante el 2013 y 2014 trabaja en el canal de televisión Córdoba Internacional, como presentador. El 30 de octubre de 2014 se da a conocer que ficha por la cadena Intereconomía Televisión para ponerse al frente de la renovada tertulia deportiva Punto Pelota.
El 28 de diciembre de 2016, se confirma a través de Sálvame su participación en la quinta edición de GH VIP, junto a otros rostros mediáticos, y que comenzó a emitirse en enero de 2017 siendo el tercer expulsado tras 25 días de concurso.
El 25 de marzo de 2017 comienza a colaborar en Deluxe y, meses más tarde, en Sálvame. En 2020 colabora como comensal en La última cena.

## Trayectoria

### Presentador de televisión
| Programas de televisión | Programas de televisión | Programas de televisión  | Programas de televisión |
| Año                     | Título                  | Cadena                   |                         |
| ----------------------- | ----------------------- | ------------------------ | ----------------------- |
| 1997                    | Maridos y mujeres       | TVE                      |                         |
| 1997 - 1998             | Vídeos de primera       | TVE                      |                         |
| 1997 - 1998             | Música sí               | TVE                      |                         |
| 1998 - 2006             | Furor                   | Antena 3 y Telemadrid    |                         |
| 2000                    | “Aventúrate Tv”         | Antena 3                 |                         |
| 2000                    | ¿Quién dijo miedo?      | Antena 3                 |                         |
| 2001                    | Fugitivos en la ciudad  | Antena 3                 |                         |
| 2002                    | Menudas estrellas       | Antena 3                 |                         |
| 2003                    | La isla de los famosos  | Antena 3                 |                         |
| 2005                    | Factor miedo            | Antena 3                 |                         |
| 2007 - 2009             | ¡Oh la la!              | Onda 6                   |                         |
| 2013 - 2014             | Camino hacia la umbrah  | Córdoba Internacional TV |                         |
| 2014 - 2017             | Punto Pelota            | Intereconomía            |                         |
| 2019 - 2021             | Sálvame Limón           | Telecinco                |                         |
| 2023                    | Sálvame                 | Telecinco                |                         |

### Colaborador de televisión
| Colaborador     | Colaborador                              | Colaborador |
| Año             | Título                                   | Cadena      |
| --------------- | ---------------------------------------- | ----------- |
| 1991 - 1996     | Pasa la vida                             | TVE         |
| 2005 - 2007     | Channel n.º 4                            | Cuatro      |
| 2017            | Mad in Spain                             | Telecinco   |
| 2017 - 2018     | Sálvame Stars                            | Telecinco   |
| 2017 - 2023     | Sálvame                                  | Telecinco   |
| 2017 - 2023     | Deluxe                                   | Telecinco   |
| 2020            | El debate de las tentaciones             | Telecinco   |
| 2021            | Rocío, contar la verdad para seguir viva | Telecinco   |
| 2023 - presente | Espejo público                           | Antena 3    |

### Invitado a programas
| Invitado de Programas | Invitado de Programas | Invitado de Programas | Invitado de Programas |
| Año                   | Programa              | Cadena                | Resultado             |
| --------------------- | --------------------- | --------------------- | --------------------- |
| 2017                  | Viva la Vida          | Telecinco             | Invitado              |
| 2020                  | Aquí hay madroño      | Telemadrid            | Invitado              |
| 2021                  | Sobreviviré           | Mitele Plus           | Invitado              |

### Reality shows y concursos
| Reality shows y concursos | Reality shows y concursos           | Reality shows y concursos | Reality shows y concursos |
| Año                       | Programa                            | Cadena                    | Resultado                 |
| ------------------------- | ----------------------------------- | ------------------------- | ------------------------- |
| 2004                      | La granja                           | Antena 3                  | 5.º expulsado             |
| 2005                      | ¡Mira quién baila!                  | La 1                      | 3.er eliminado            |
| 2017                      | Gran Hermano VIP 5                  | Telecinco                 | 3.er expulsado            |
| 2018                      | Ven a cenar conmigo: Summer Edition | Cuatro                    | Último clasificado        |
| 2020                      | La última cena                      | Telecinco                 | 3.er finalista            |

### Series de televisión
| Series de televisión | Series de televisión   | Series de televisión | Series de televisión | Series de televisión |
| Año                  | Título                 | Personaje            | Cadena               | Notas                |
| -------------------- | ---------------------- | -------------------- | -------------------- | -------------------- |
| 1997                 | En plena forma         | Alonso               | Antena 3             | 6 episodios          |
| 2001                 | Esencia de poder       | Julián Morales       | Telecinco            | 2 episodios          |
| 2004 - 2005          | Mis adorables vecinos  | Presentador          | Antena 3             | 3 episodios          |
| 2006                 | La Dársena de Poniente | Álvaro Pardo         | TVE                  | 5 episodios          |

### Películas
| Películas | Películas                                | Películas | Películas        |
| Año       | Título                                   | Personaje | Notas            |
| --------- | ---------------------------------------- | --------- | ---------------- |
| 1997      | Perdona bonita pero Lucas me quería a mí | Lucas     | Papel principal  |
| 1998      | La mirada del otro                       | Luciano   | Papel secundario |

### Trabajos publicados
- El arte del beso (1999). ISBN 9788427024564
- Un trozo de cielo azul (2021). ISBN 9788408243434
- Empieza de cero (2023). ISBN 9788408271727